# Хамлет (Индијана)
Хамлет (енгл. Hamlet) град је у америчкој савезној држави Индијана.

## Демографија
По попису из 2010. године број становника је 800, што је 20 (-2,4%) становника мање него 2000. године.
| Група             | 2000.       | 2010.       |
| Белци             | 796 (97,1%) | 757 (94,6%) |
| Афроамериканци    | 1 (0,1%)    | 0 (0,0%)    |
| Азијати           | 0 (0,0%)    | 1 (0,1%)    |
| Хиспаноамериканци | 11 (1,3%)   | 21 (2,6%)   |
| Укупно            | 820         | 800         |